# 小松島市立坂野小学校
小松島市立坂野小学校（こまつしましりつ さかのしょうがっこう）は、徳島県小松島市坂野町字根上りにある公立小学校。

## 基礎データ
- 全校生徒数　約110人（2014年度）[1]

## 沿革
- 1874年（明治7年） - 坂野全域を学区とし、坂野小学校を創立する。
- 1956年（昭和31年）9月30日 - 町村合併のため坂野町から小松島市に改名し小松島市立坂野小学校となる。

## 概要

### 校歌
- 作詞: 船越永春
- 作曲: 土橋アサヨ

## クラブ活動
- 金管バンド部[2]

## 通学区域が隣接している学校
- 小松島市立新開小学校
- 小松島市立和田島小学校
- 阿南市立今津小学校
- 阿南市立羽ノ浦小学校